# Districtul Nong Saeng, Saraburi
Nong Saeng (în thailandeză หนองแซง) este un district (Amphoe) din provincia Saraburi, Thailanda, cu o populație de 14.781 de locuitori și o suprafață de 87,081 km².

## Componență
Districtul este subdivizat în 9 subdistricte (tambon), care sunt subdivizate în 69 de sate (muban).
| Nr. | Nume          | În thailandeză |
| --- | ------------- | -------------- |
| 1.  | Nong Saeng    | หนองแซง        |
| 2.  | Nong Khwai So | หนองควายโซ     |
| 3.  | Nong Hua Pho  | หนองหัวโพ       |
| 4.  | Nong Sida     | หนองสีดา        |
| 5.  | Nong Kop      | หนองกบ         |
| 6.  | Kai Sao       | ไก่เส่า          |
| 7.  | Khok Sa-at    | โคกสะอาด       |
| 8.  | Muang Wan     | ม่วงหวาน        |
| 9.  | Khao Din      | เขาดิน          |